# De Dietrich Type SM

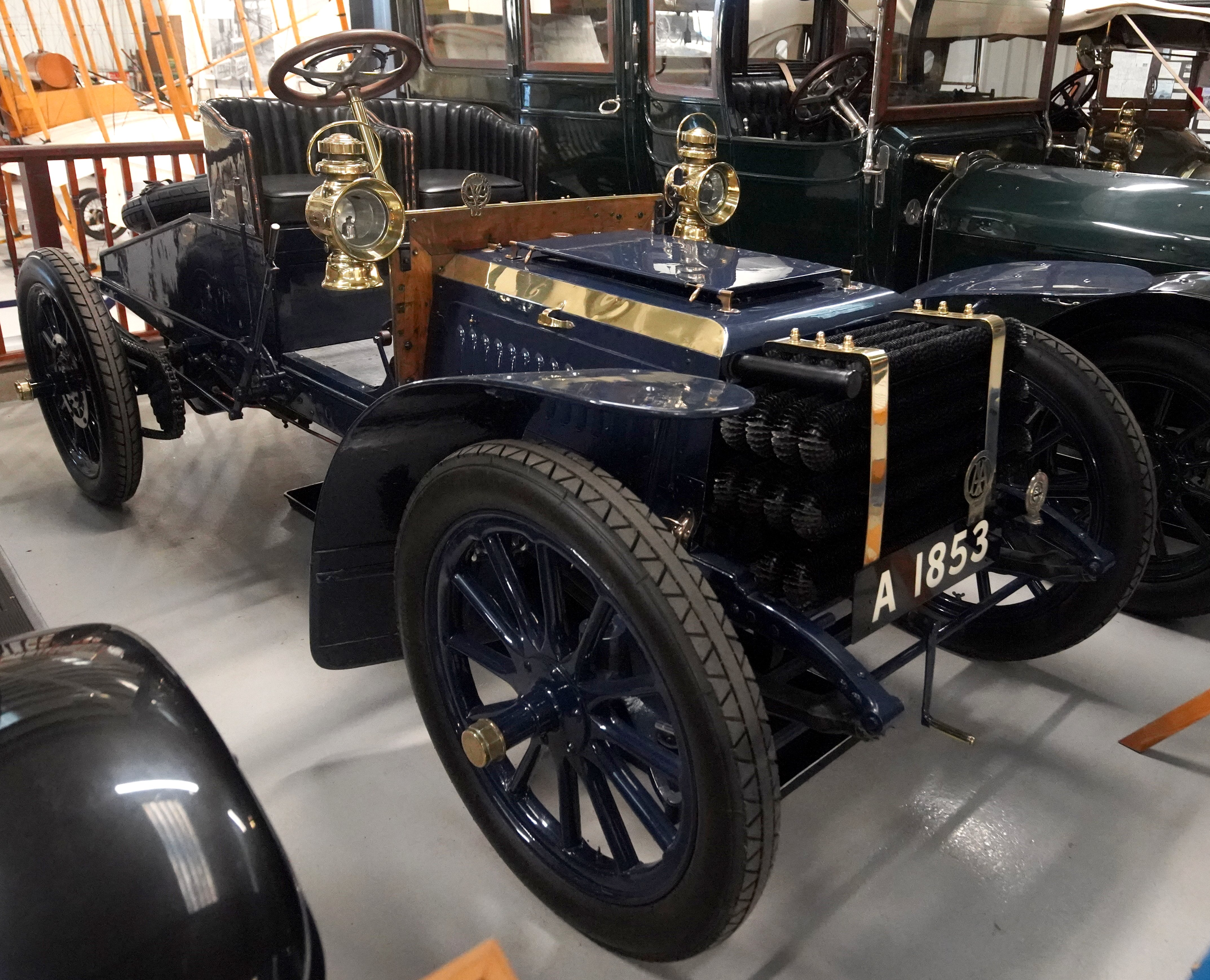
De Dietrich Type SM in der Shuttleworth Collection

Der De Dietrich Type SM ist eine Baureihe von Pkw-Modellen aus den 1900er Jahren. Dazu gehören Type KSM und Type LSM. Hersteller war die Société de Dietrich et Cie de Lunéville in Frankreich.

## Beschreibung
Das Modell stand nur 1904 im Sortiment. Vorgänger war der Type M und Nachfolger der Type CM. Im selben Jahr bot der Hersteller außerdem Type SH und Type SI mit kleineren Motoren sowie Type SP und den Rennwagen 80 CV mit größeren Motoren an.
Der Motor entstand nach einer Lizenz von Turcat-Méry. Er ist ein Vierzylinder-Reihenmotor mit IOE-Ventilsteuerung. Jeweils zwei Zylinder sind paarweise zusammengegossen. Jeweils 120 mm Bohrung und Hub ergeben 5429 cm³ Hubraum. Der Motor war damals in Frankreich steuerlich mit 24 CV eingestuft.
Der Motor ist vorn längs im Fahrgestell eingebaut. Er treibt über ein Dreiganggetriebe und Ketten die Hinterräder an. Die Bremse wirkt zeittypisch nur auf die Hinterachse.
Der Radstand beträgt 254 cm beim Type KSM und 259 cm beim Type LSM. Die Spurweite ist einheitlich 137 cm. Aufbauten in der Karosseriebauform Tonneau sind bekannt.
Fernand Gabriel wurde im April 1904 Klassensieger beim Rennen von Nizza nach Florenz. Dumond startete im Juni 1904 beim Coupe Rochet-Schneider.